# Hlaváček (rod)
Hlaváček (Adonis) je rod rostlin z čeledi pryskyřníkovité. Jsou to jednoleté nebo vytrvalé byliny s členěnými listy a nápadnými, obvykle žlutými, oranžovými nebo červenými květy s mnoha tyčinkami. Plodem je souplodí nažek. Rod zahrnuje 34 druhů a je rozšířen v Eurasii a severní Africe. V České republice roste nápadný hlaváček jarní a jednoleté druhy hlaváček letní a hlaváček plamenný. 
Hlaváčky jsou jedovaté rostliny a pro obsah srdečních glykosidů jsou využívány v lékařství. Některé druhy jsou pěstovány jako okrasné zahradní rostliny či skalničky.

## Popis
Hlaváčky jsou jednoleté nebo vytrvalé byliny s olistěnou nevětvenou nebo jen chudě větvenou lodyhou. Vytrvalé druhy mají podzemní oddenek. Listy jsou střídavé, dlanitě nebo jednoduše či vícenásobně zpeřeně členěné v úzké úkrojky. Spodní listy jsou často přeměněné v šupiny. Květy jsou nápadné, pravidelné, oboupohlavné, jednotlivé na vrcholu stonku nebo větví. Kalich je složen z 5 až 8 zelených nebo lehce petaloidních lístků. Koruna je nejčastěji žlutá, oranžová nebo červená, řidčeji bílá nebo namodralá, delší než kalich, složená ze 3 až 40 korunních lístků. Tyčinek je mnoho. Gyneceum je složeno z mnoha spirálně uspořádaných plodolistů obsahujících po 1 vajíčku. Každý plodolist nese rovnou nebo zahnutou vytrvalou čnělku zakončenou drobnou bliznou. Plodem je souplodí lysých nebo chlupatých nažek se zobánkem.

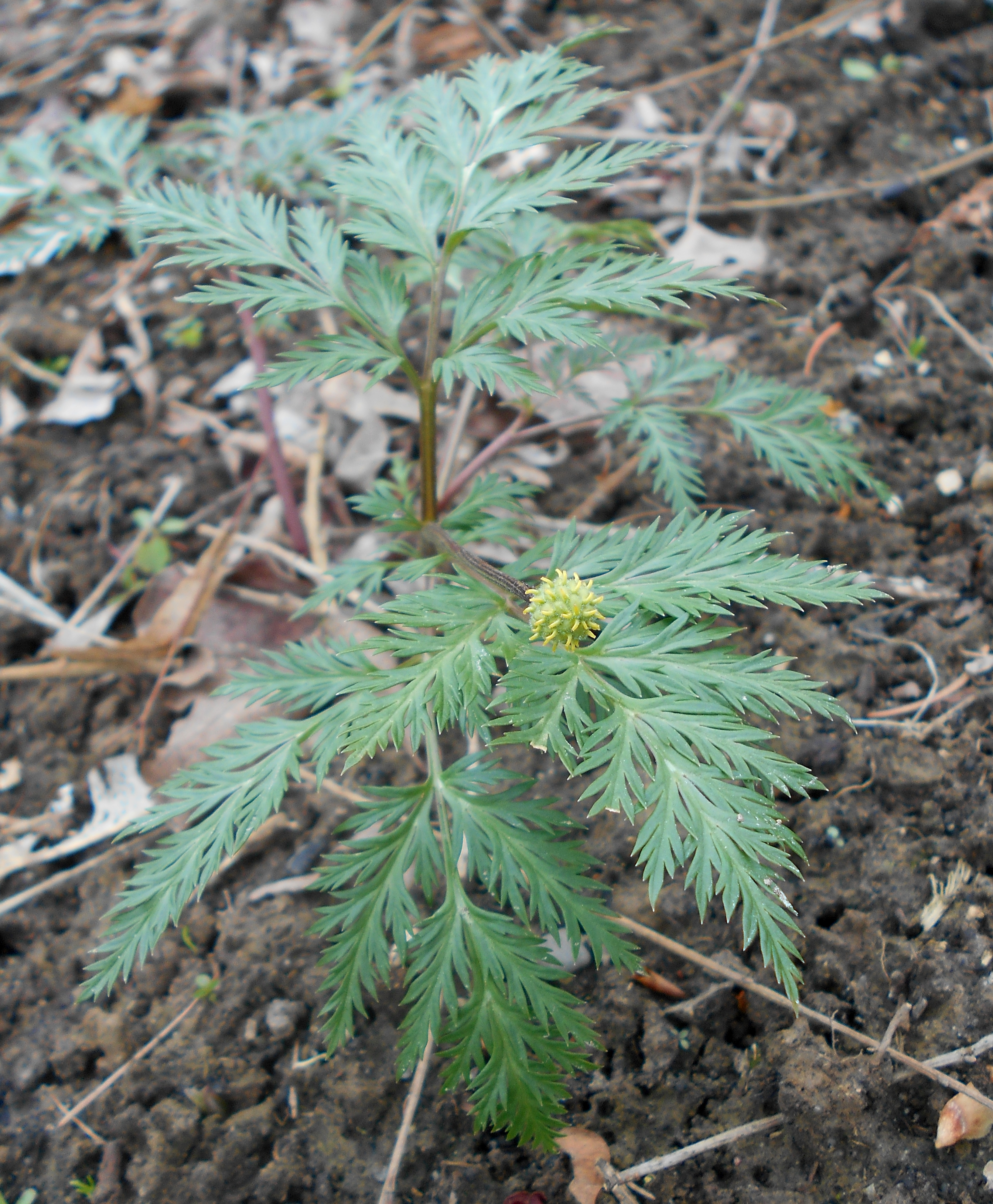
Hlaváček amurský s nedozrálým souplodím
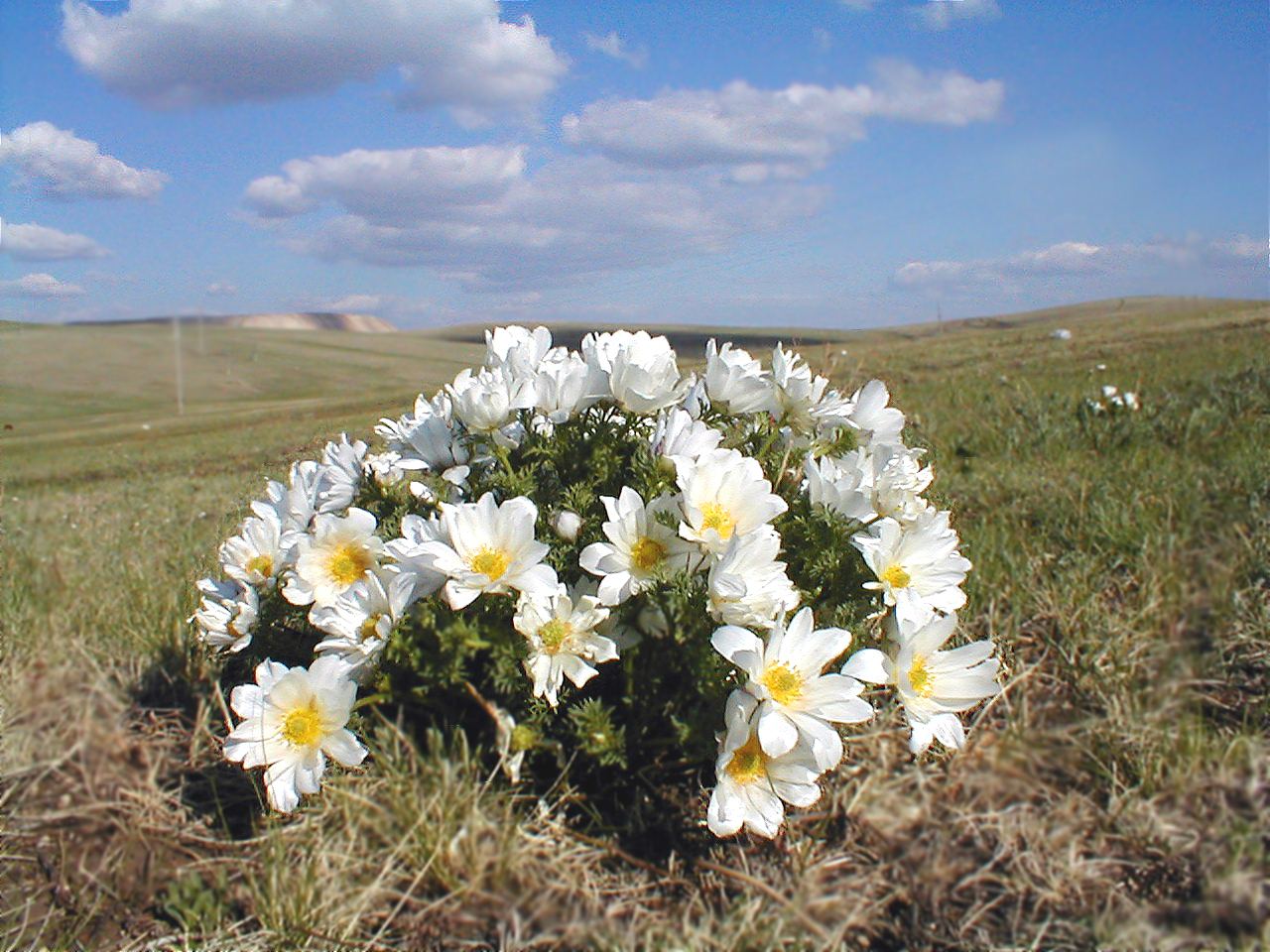
Bělokvětý vytrvalý druh Adonis mongolica
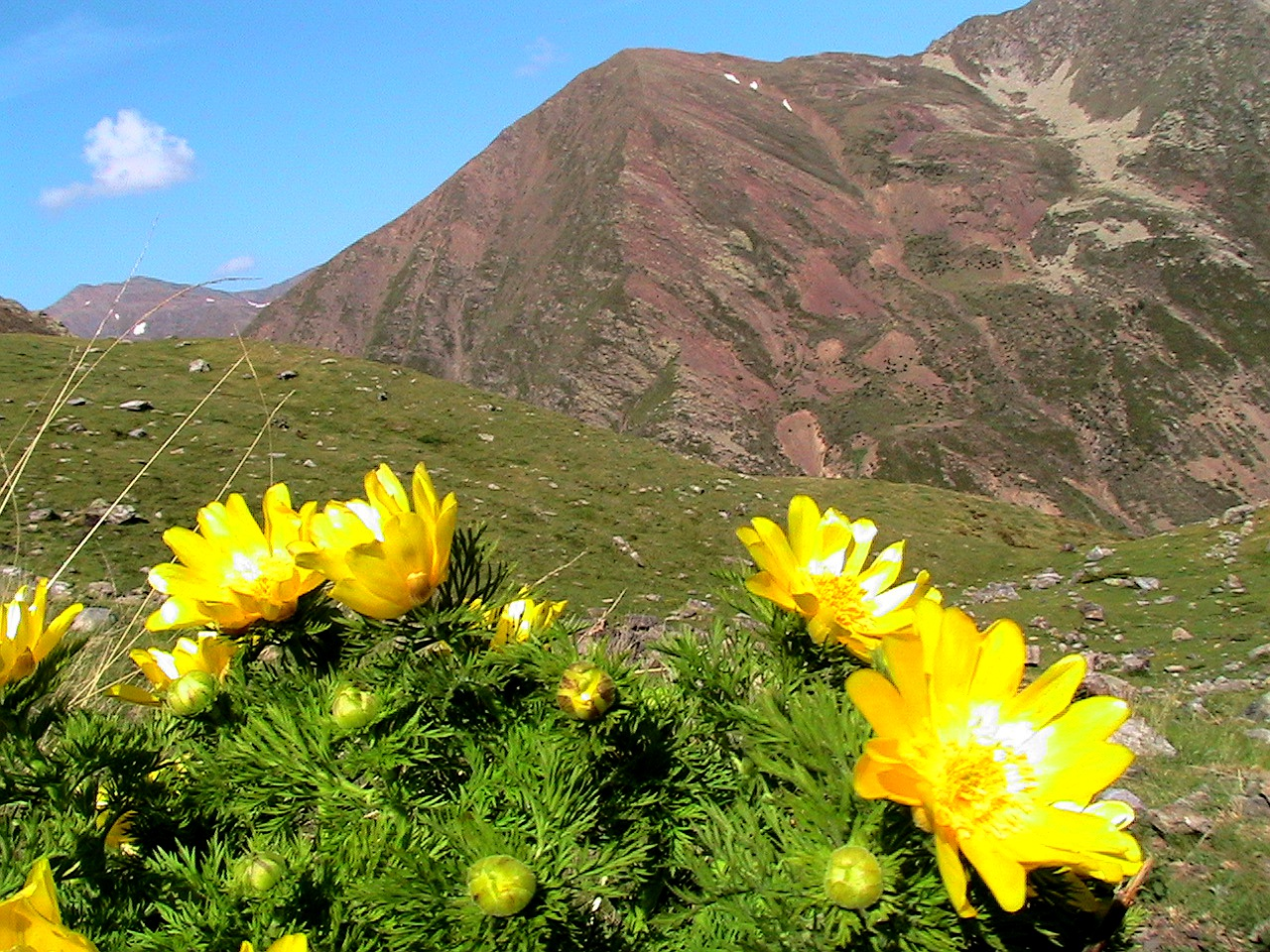
Hlaváček pyrenejský (Adonis pyrenaica)
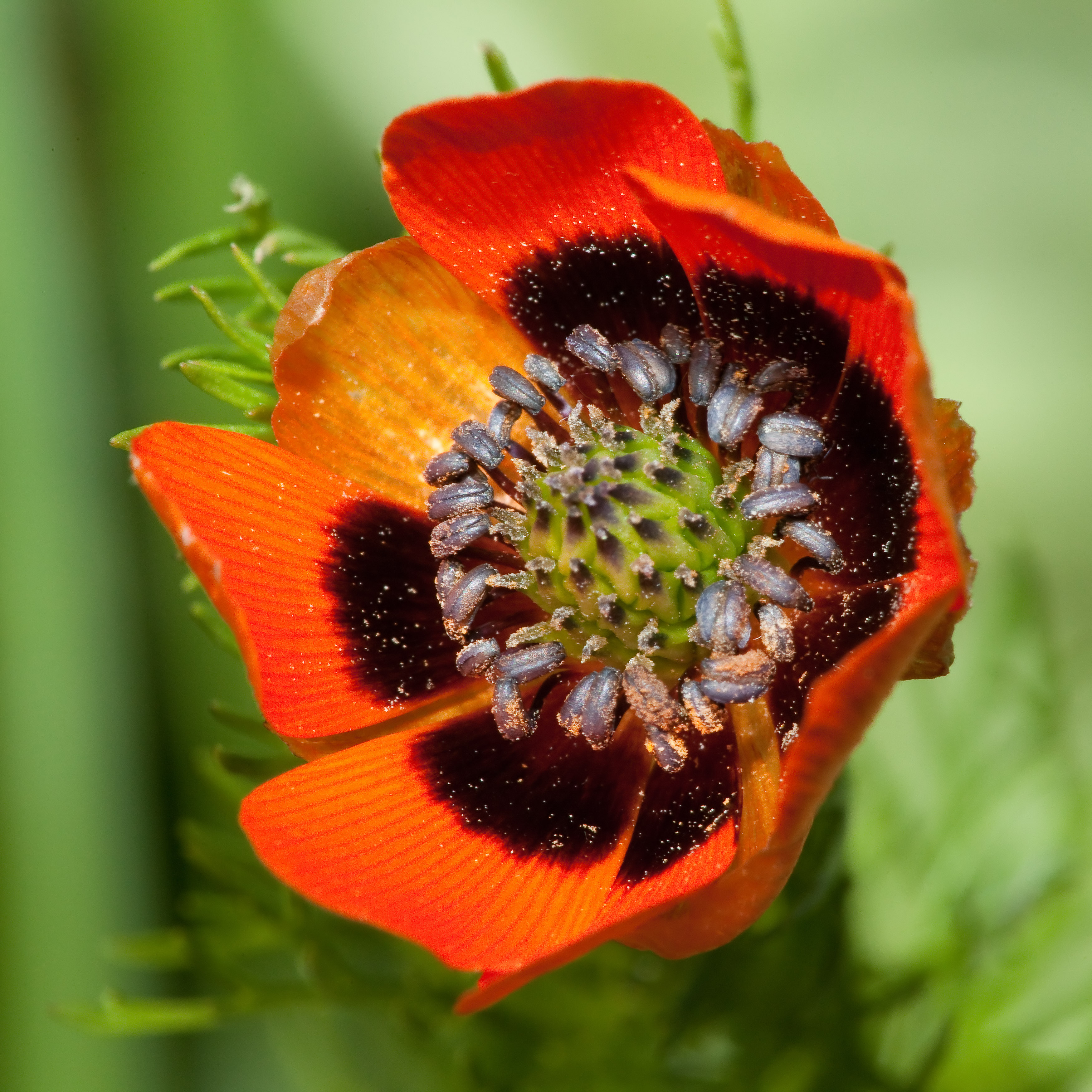
Detail květu hlaváčku letního
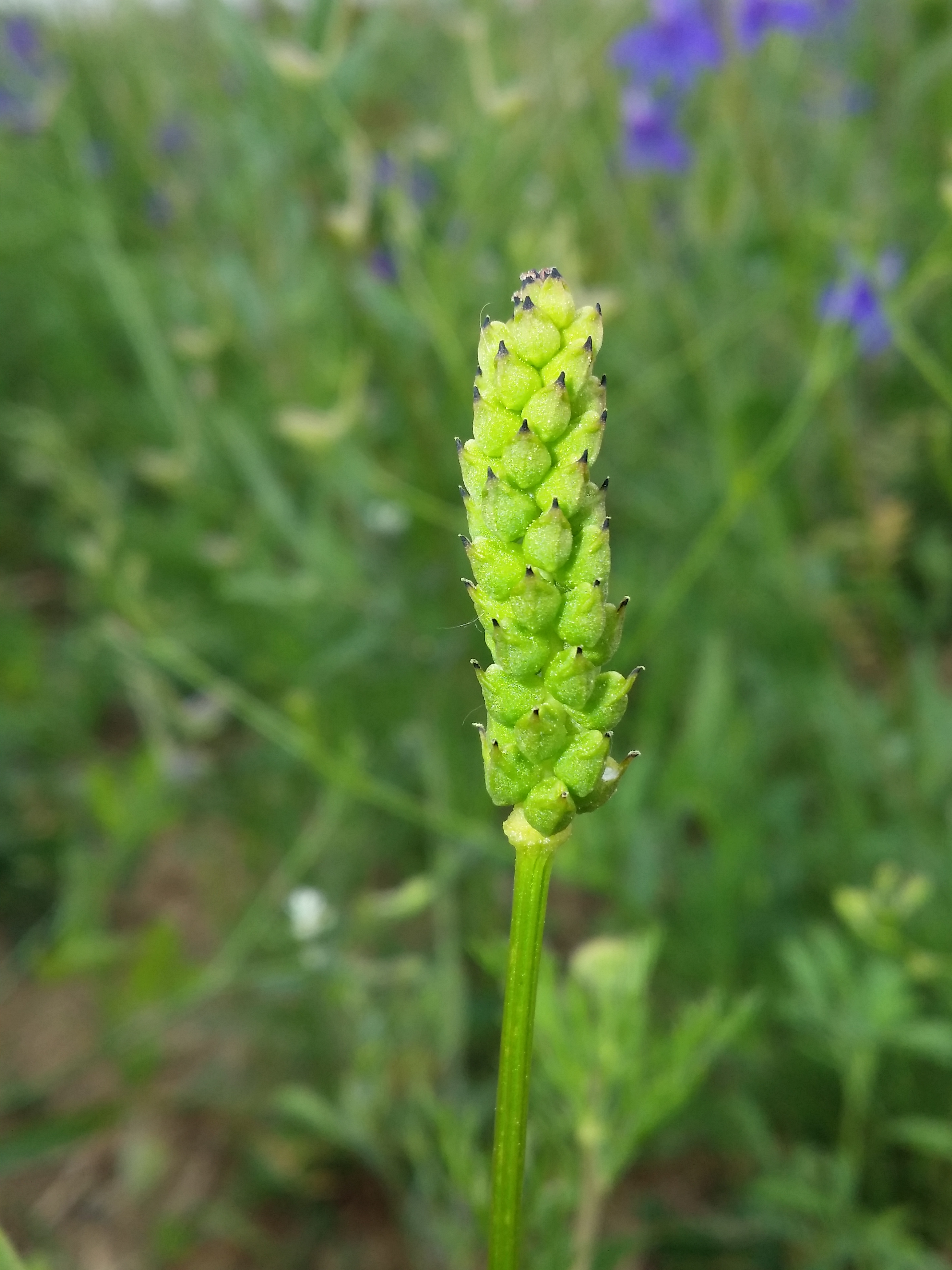
Souplodí hlaváčku plamenného

## Rozšíření

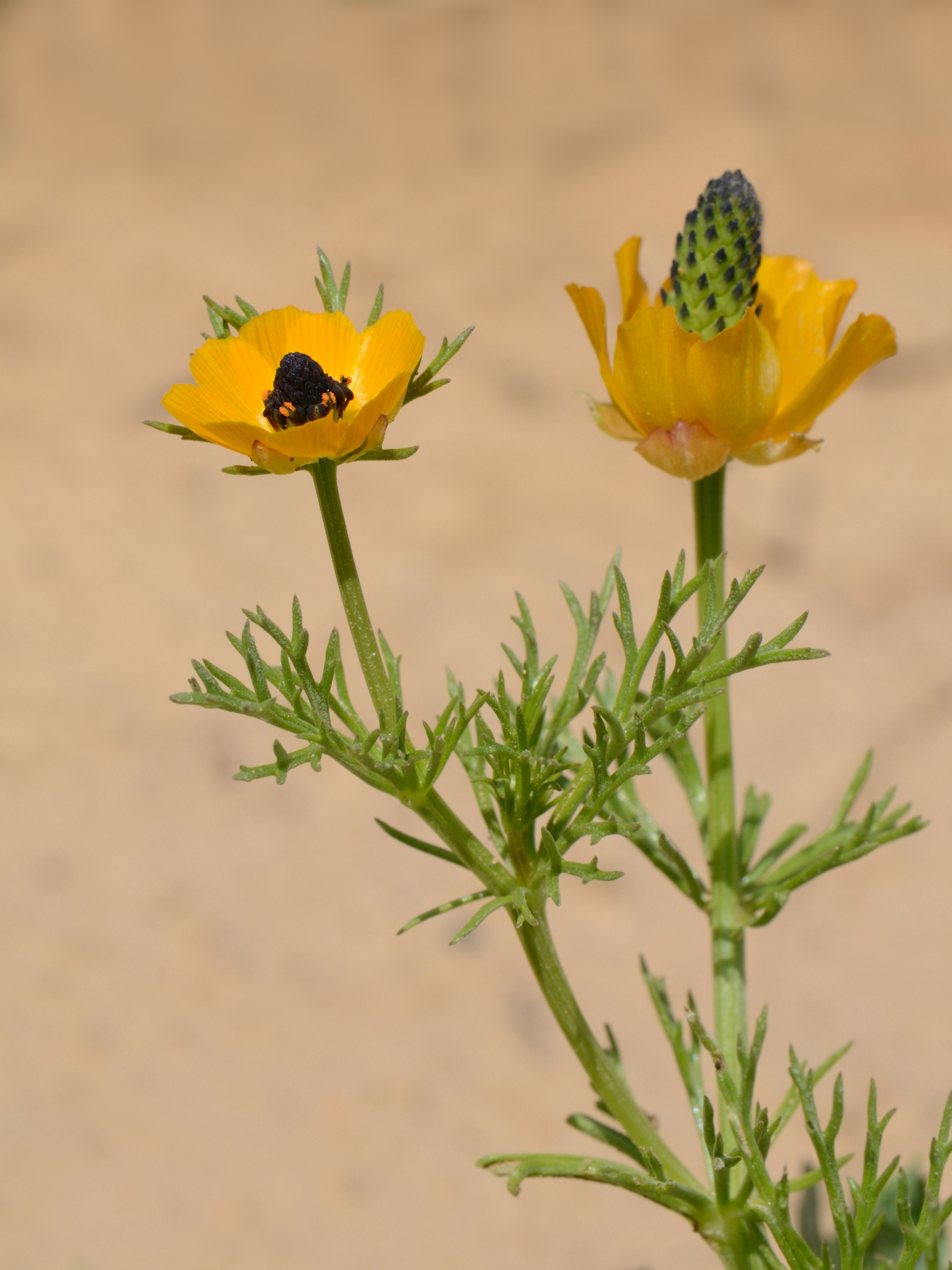
Jednoletý hlaváček zubatý, rozšířený od severní Afriky po Irák

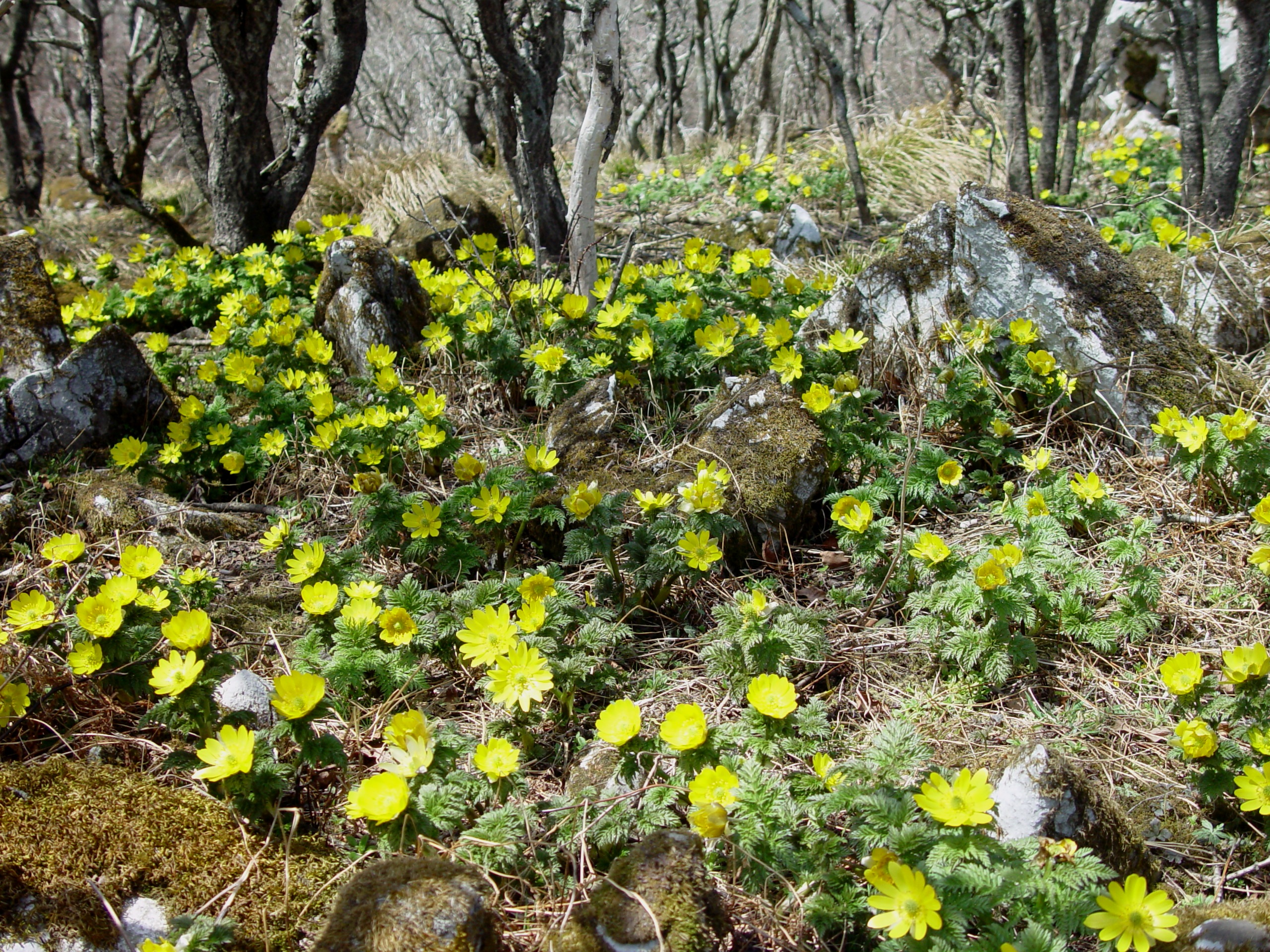
Bohatý porost japonského druhu Adonis ramosa

Rod hlaváček zahrnuje 34 druhů. Je přirozeně rozšířen v temperátní a subtropické Eurasii a v severní Africe. 
Některé druhy byly zavlečeny i do jiných částí světa. 
Jednoleté druhy ze sekce Adonis jsou rozšířeny od západní Evropy a severní Afriky po Střední Asii a Kašmír. Centrum rozšíření je ve Středomoří a jihozápadní Asii. Hlaváček zubatý přesahuje i do Arábie. Nejrozsáhlejší areál, téměř se překrývající s areálem celé sekce, má hlaváček letní. Z Evropy je uváděno celkem 6 druhů jednoletých hlaváčků, z nichž dva zasahují i do střední Evropy. V teplých oblastech České republiky se vyskytuje hlaváček letní a velmi vzácně i kriticky ohrožený hlaváček plamenný. Středomořský hlaváček roční bývá pěstován jako okrasná letnička a občas zplaňuje. Ve Středomoří roste dále hlaváček drobnoplodý a endemické druhy Adonis cyllenea (poloostrov Peloponés v Řecku) a Adonis cretica (Kréta).
Vývojové centrum těchto jednoletých druhů leží na Blízkém východě, kde zřejmě začaly již v pradávných dobách provázet člověka jako plevele při pěstování obilovin. Jejich semena mají totiž podobné rozměry jako obilky a nesnadno se z osiva odstraňují. Do střední Evropy se dostaly jakožto archeofyty až s neolitickým zemědělstvím. Nejstarší archeologické nálezy nažek hlaváčku letního na území České republiky pocházejí z mladší doby železné. V průběhu 20. století se tyto plevele se změnou způsobu obhospodařování (hluboká orba, strojové čištění osiva, používání herbicidů a intenzivní hnojení) začaly z krajiny opět vytrácet.
Vytrvalé druhy ze sekce Consiligo jsou soustředěny zejména v horských oblastech střední, jižní a východní Asie. V České republice se vyskytuje pouze hlaváček jarní, rostoucí v teplých oblastech na výslunných stráních a lemech šípákových doubrav na bazických substrátech. Druh má v Eurasii rozsáhlý areál, sahající od Pyrenejského poloostrova a nejjižnější Skandinávie na východ až na jižní Sibiř. Rozlehlý areál má i Adonis apennina, rozšířený od severovýchodní Evropy po východní Sibiř a Čínu, a hlaváček povolžský, jehož oblast výskytu sahá od jihovýchodního Maďarska po Sibiř a Střední Asii. Mimo to se v Evropě vyskytují ještě další dva vytrvalé druhy. Adonis distorta je endemit střední části Apenin, hlaváček pyrenejský roste v Pyrenejích a přilehlých pohořích a v jihozápadních Alpách.
Vytrvalé druhy rostou zejména na suchých stepích, výslunných horských svazích, v podrostu světlých lesů či na jejich okrajích. Některé druhy zasahují i do subalpínského a alpínského stupně, Adonis coerulea vystupuje v jihozápadní Číně a Tibetu až do nadmořské výšky okolo 5000 metrů.
Jednoleté druhy naproti tomu vyhledávají zejména polní kultury, úhory a ruderalizovaná místa na bazických, výhřevných podkladech.

## Ekologické interakce
Květy hlaváčků jsou opylovány hmyzem. Nápadné květy hlaváčku jarního navštěvují zejména včely a čmeláci, mouchy, klopušky a brouci. Samoopylení je zabráněno částečnou protogynií. Naproti tomu jednoleté druhy, jako je hlaváček letní či hlaváček roční, jsou samosprašné a k oplození dochází i bez účasti opylovačů.
Housenky denních ani nočních motýlů hlaváčky jako potravu nevyhledávají. Na hlaváčku jarním občas sají šťávu dospělci i larvy ploštičky pestré (Lygaeus equestris). Semena nemají speciální adaptaci pro šíření na delší vzdálenosti. Jednoleté druhy se často rozšiřují jako polní plevele v souvislosti se zemědělskou činností.

## Obsahové látky a jedovatost
Hlaváčky jsou jedovaté rostliny, toxické pro lidi i pro zvířata. Hlavními obsahovými látkami jsou účinné srdeční glykosidy neboli kardenolidy. Rostliny dále obsahují jiné typy glykosidů (adonilid aj.), flavony (orientin, luteolin aj.), karotenoidy (zejména astaxanthin) a kumariny. Celkem bylo v hlaváčcích identifikováno více než 120 obsahových látek, z toho 54 srdečních glykosidů. Nejčastěji je zastoupen cymarin, strofantin a strofantidin. Obsah srdečních glykosidů v kořenech hlaváčku amurského činí asi 0,14 % a v nati jen asi 0,002 %. Nejvyšší obsah glykosidů v kořenech byl zjištěn v době jarního rašení a nejnižší během zrání plodů.
Příznaky otravy připomínají otravu náprstníkem. U lidí dochází k otravě poměrně zřídka. Častější jsou otravy hospodářských zvířat, například koní na pastvě s přimíseným hlaváčkem letním, které mohou končit i úhynem zvířat v důsledku nekrózy myokardu. V malém množství srdeční glykosidy prohlubují a zpomalují činnost srdce, ve větších dávkách způsobují různé typy arytmií, které mohou vést k srdeční zástavě. Někdy se dostavuje měřitelná hyperkalémie. Mimo to je otrava provázena podobně jako u jiných pryskyřníkovitých rostlin gastroenteritidou, projevující se zejména zvracením a průjmem, který může být velmi intenzivní a vedoucí k dehydrataci a střevní kolice. Léčba je především podpůrná a symptomatická, v případě vážných poruch srdeční činnosti se aplikují podobně jako u otravy náprstníkem přípravky vyráběné z ovčích digoxin-specifických Fab fragmentů imunoglobulinu.

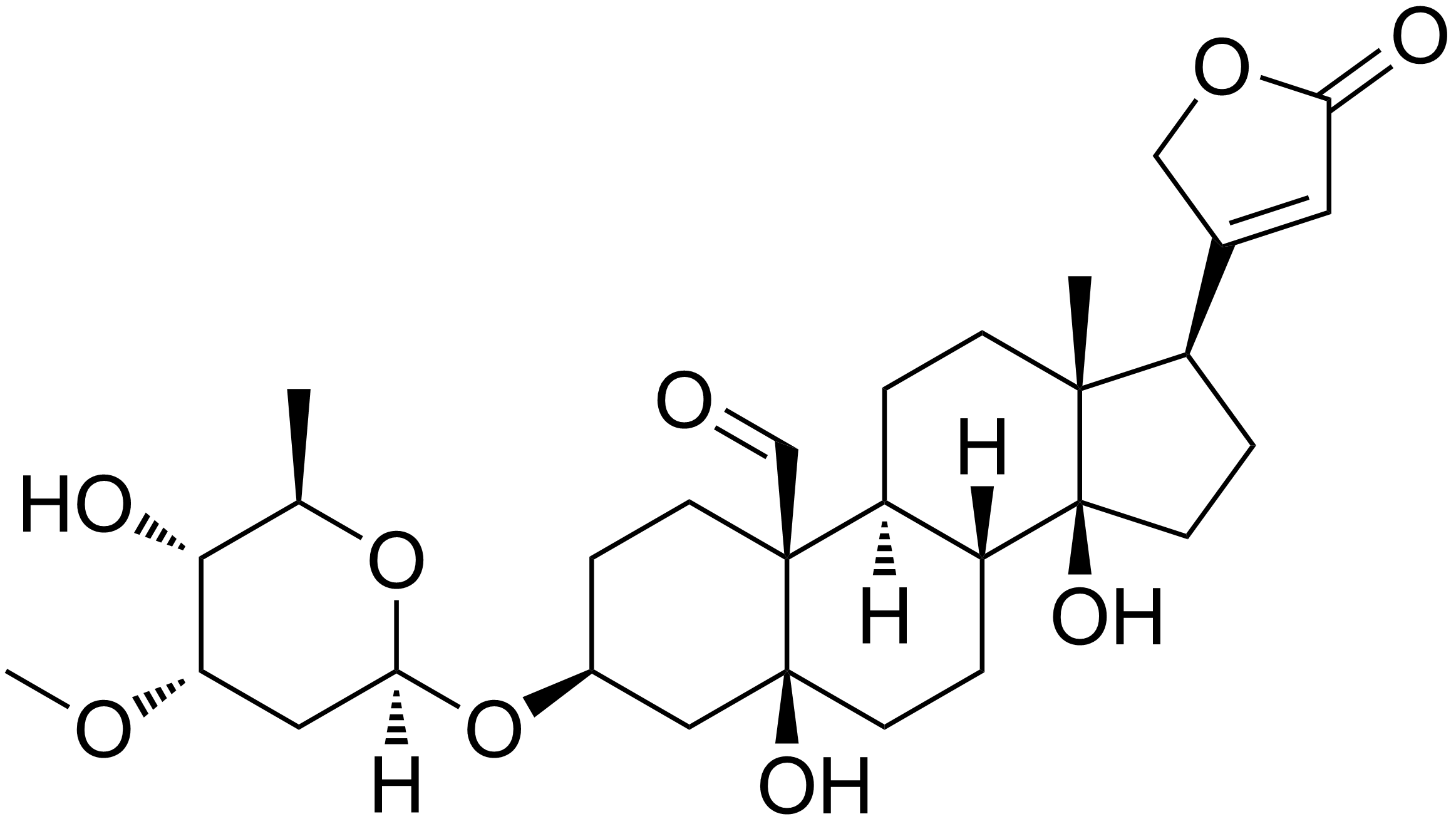
Srdeční glykosid cymarin
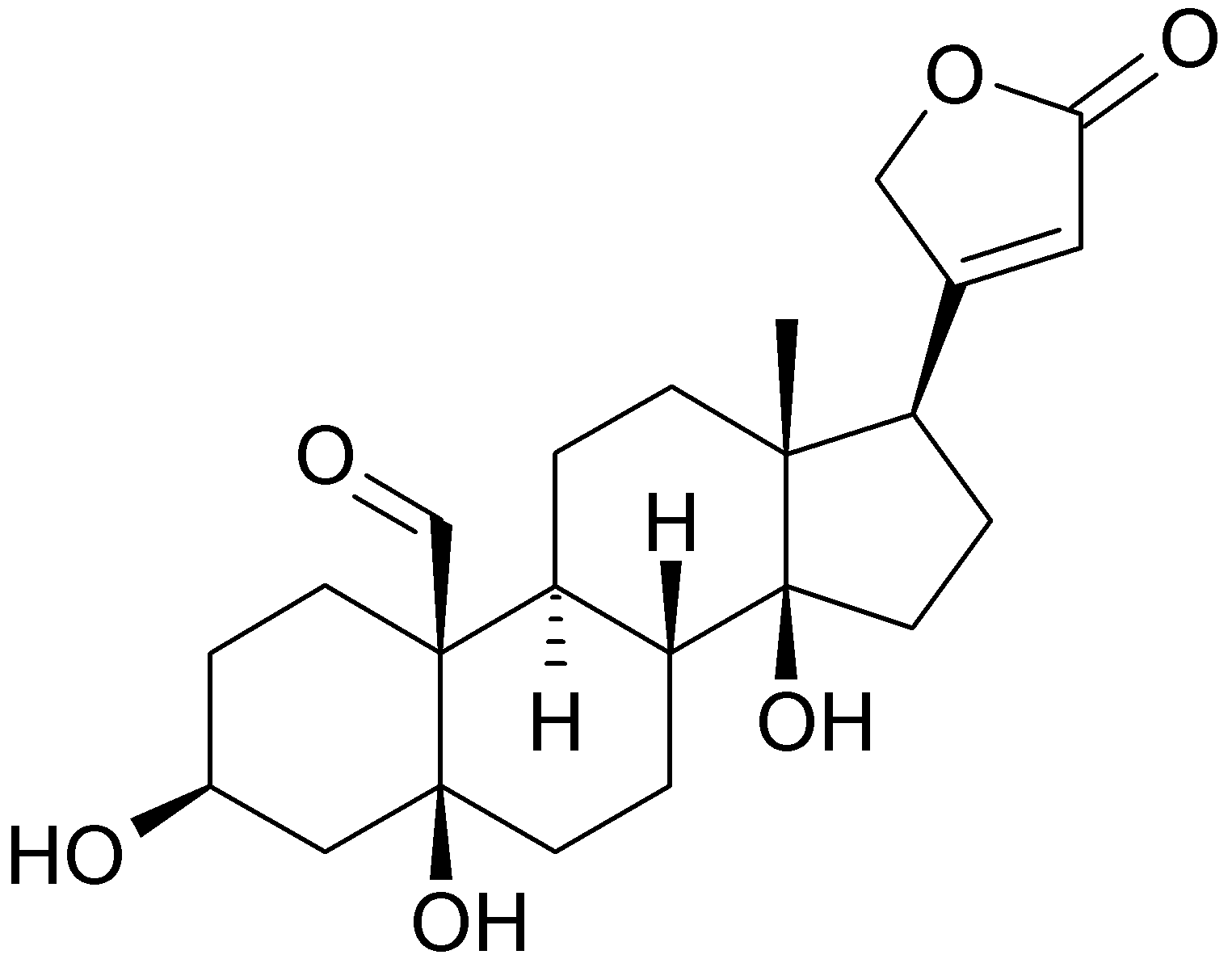
Srdeční glykosid strofantidin
Flavon orientin
Karotenoid astaxanthin

## Taxonomie
Rod Adonis je v rámci čeledi Ranunculaceae řazen do podčeledi Ranunculoideae a tribu Adonideae. Nejblíže příbuzné rody jsou Calathodes (4 druhy v Himálaji a Číně), Megaleranthis (1 druh v Koreji) a Trollius (asi 38 druhů v Eurasii a Severní Americe). 
Carl Linné popsal ve svém klasickém  díle Species Plantarum z roku 1753 celkem 4 druhy: Adonis annua, A. apennina, A. vernalis a druh A. capensis, který byl později přeřazen do rodu Knowltonia. Ve 2. vydání z roku 1762 přibyl A. aestivalis a druh A. autumnalis, který byl později ztotožněn s A. annua. De Candolle rozdělil rod v roce 1818 do dvou sekcí. Jednoleté druhy zařadil do sekce Adonia, vytrvalé do sekce Consiligo. Toto členění přetrvává do současnosti. Podrod Adonis obsahuje sekci Adonis a zahrnuje 11 jednoletých druhů, do podrodu Adonanthe obsahujícího sekci Consiligo je řazeno celkem 23 vytrvalých druhů. Někteří taxonomové vyčleňovali podrod Adonanthe do samostatného stejnojmenného rodu, toto pojetí bylo přijato například i v díle Květena ČR. Některé jednoleté druhy jsou si velmi podobné. Jejich spolehlivé určení může činit potíže a v některých případech jsou k němu zapotřebí zralé plody.

## Zástupci

### Jednoleté druhy
- hlaváček drobnoplodý (Adonis microcarpa)
- hlaváček letní (Adonis aestivalis)
- hlaváček plamenný (Adonis flammea)
- hlaváček roční (Adonis annua)
- hlaváček vlnouštý (Adonis eriocalycina)
- hlaváček zubatý (Adonis dentata)

### Vytrvalé druhy
- hlaváček amurský (Adonis amurensis)
- hlaváček jarní (Adonis vernalis)
- hlaváček povolžský (Adonis volgensis)
- hlaváček pyrenejský (Adonis pyrenaica)[17][4][18]

## Význam a pěstování
Hlaváčky jsou občas pěstovány jako okrasné rostliny a skalničky. Při jejich výsadbě je třeba mít na paměti jedovatost rostlin. Nejčastěji je pěstován žlutokvětý vytrvalý hlaváček jarní, řidčeji i hlaváček amurský. Z jednoletých druhů se pěstují jako letničky zejména červeně kvetoucí druhy hlaváček letní a hlaváček roční.
Podpůrné působení hlaváčku jarního na srdeční činnost bylo v Evropě využíváno v tradičním bylinném léčení. Od začátku 20. století byl extrakt používán zejména v Německu a bývalém Sovětském svazu při ošetřování chronického srdečního selhání. Čínská, korejská a japonská medicína využívá zejména hlaváček amurský. Rostlina je uvedena v bylináři Gui Hai Yu Heng Zhi z 12. století a její účinek na srdce je zmíněn v klasickém čínském lékopisu Ben Cao Gang Mu ze 16. století. Na Sibiři je tento druh používán při léčení malárie a srdečních a ledvinových chorob. Vysokohorský druh Adonis coerulea se v Číně používá při léčení svrabu.
Nať hlaváčku letního je v bylinném léčení používána pro podporu srdeční činnosti a jako diuretikum, květy i jako projímadlo.

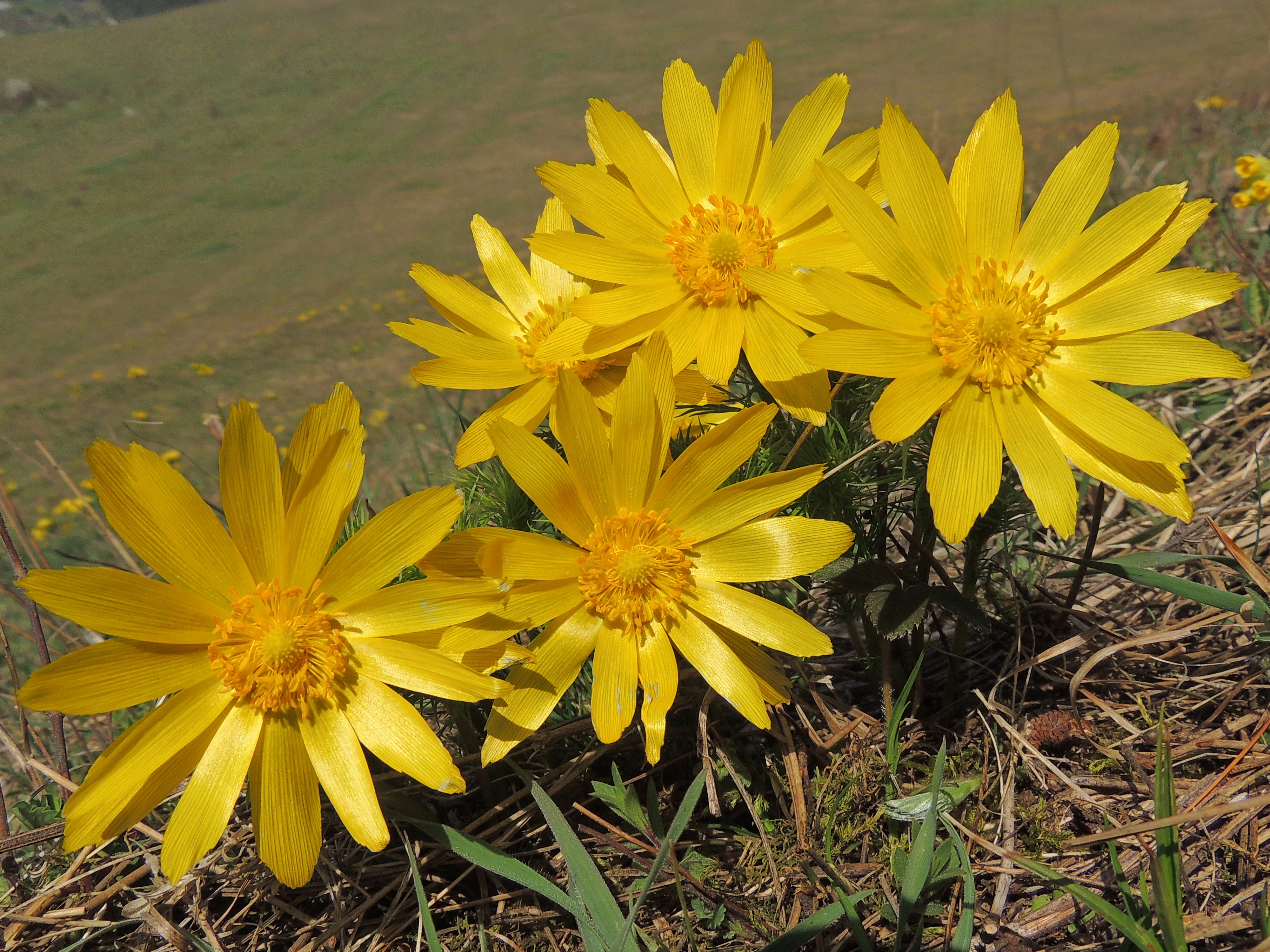
Hlaváček jarní
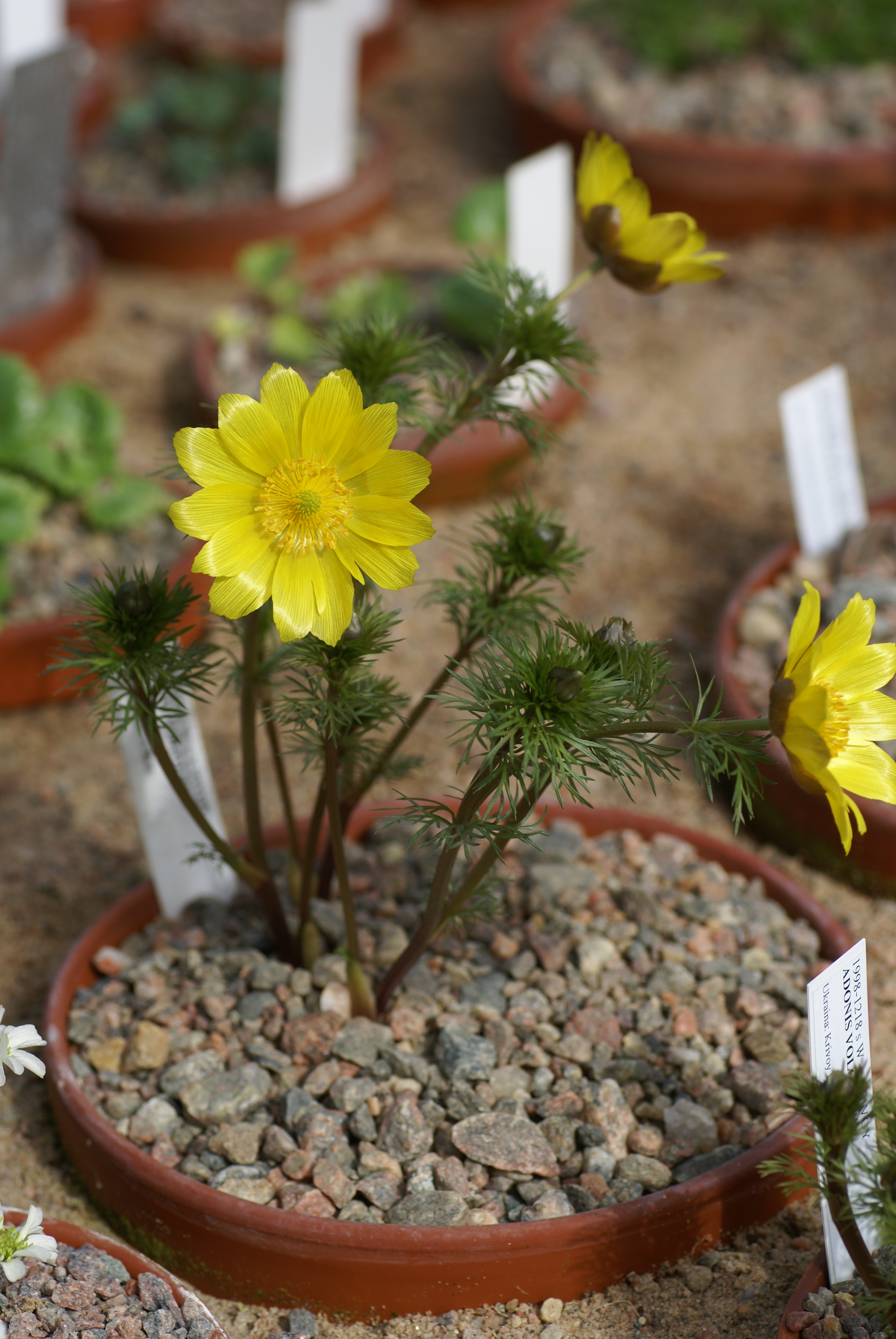
Hlaváček povolžský ve švédské botanické zahradě
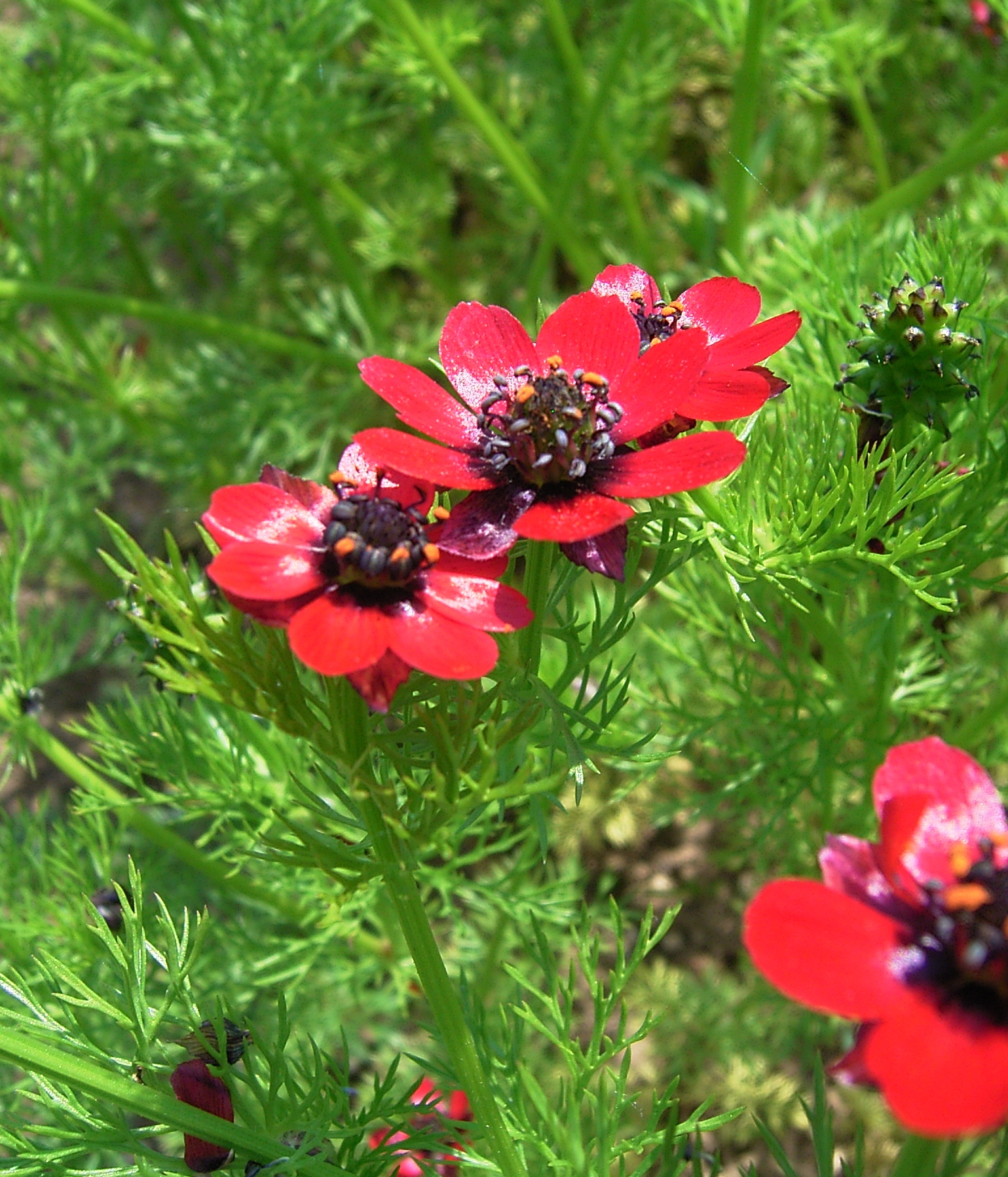
Hlaváček roční